# サシルイ岳
サシルイ岳（サシルイだけ）は、北海道の斜里郡斜里町と目梨郡羅臼町の2町にまたがる標高1,564mの山である。

## 概要
知床連峰の主稜線上に位置する山で、やや双耳峰のような見た目をしている。山体は2町にまたがるが山頂自体は羅臼町内にある。
山名はアイヌ語の「シャシ・ルイ（sasi-rui：昆布・甚だしい）」に由来するサシルイ川からついたものである。漢字では「差類」や「刺類」と表記される。
2024年に北見工業大学の大野浩准教授が6年間の研究を経てサシルイ岳山頂付近に永久凍土があることを発見した。

## 登山
知床硫黄山から羅臼岳まで登山道が整備されているが、山頂西側の平坦部を通過していくため山頂へは登山道を逸れる必要がある。山頂はかつては縦走路の一部だったようで、現在も山頂看板が残されている。登山道を逸れてから山頂までの間には永久凍土の観測装置が設置されている。